# Homonyx cupreus
Homonyx cupreus is een keversoort uit de familie bladsprietkevers (Scarabaeidae). De wetenschappelijke naam van de soort is voor het eerst geldig gepubliceerd in 1839 door Félix Édouard Guérin-Méneville.